# Грей, Ричард, 3-й граф Кент
Ричард Грей (англ. Richard Grey; 1481 — 3 мая 1524) — английский аристократ, 3-й граф Кент и 6-й барон Грей из Ратина с 1505 года. Кавалер ордена Подвязки.

## Биография
Ричард Грей родился в 1481 году в семье Джорджа Грея, 2-го графа Кента, и его жены Анны Вудвилл. Он был младшим единоутробным братом Генри Буршье, 2-го графа Эссекса, и родным племянником королевы Англии Елизаветы Вудвилл, жены Эдуарда IV; соответственно королева Елизавета Йоркская приходилась Ричарду двоюродной сестрой, а король Генрих VIII — двоюродным племянником.
С 1504 года Ричард выполнял обязанности мирового судьи в Бедфордшире, Бэкингемшире и Хантингдоншире. В 1505 году, после смерти отца, он унаследовал семейные владения и титулы и стал кавалером ордена Подвязки. Граф участвовал во французских кампаниях 1513 и 1514 годов, в 1520 году присутствовал при встрече Генриха VIII с королём Франции Франциском I на Поле золотой парчи. Он постоянно был в долгах (возможно, из-за азартных игр) и поэтому продал существенную часть своих владений.
Грей был женат дважды — на Элизабет Хасси и на Маргарет Финч. Детей у него не было, так что его наследником стал младший единокровный брат Генри.